# Locomotiva DR E 42
Le locomotive E 42 erano una serie di locomotive elettriche progettate dalla Deutsche Reichsbahn per il traino di treni merci e di treni passeggeri a bassa velocità.

## Storia
Le locomotive furono realizzate dalla LEW di Hennigsdorf per il traino di treni merci e di passeggeri a bassa velocità sulle linee elettrificate della Sassonia. Insieme alle locomotive E 11 per treni passeggeri veloci, le E 42 erano parte del piano di sostituzione delle locomotive elettriche d'anteguerra.
Le unità vennero assegnate ai depositi di Bitterfeld, Erfurt, Halle, Karl-Marx-Stadt, Lipsia, Weißenfels e Zwickau. Alcune unità vennero destinate alle reti S-Bahn di Dresda e di Lipsia.
Nel 1970, con l'introduzione del nuovo sistema di numerazione, furono riclassificate nel gruppo 242.
Nel 1994, con l'incorporazione della DR nella nuova DB, assunsero il numero di gruppo 142. Negli stessi anni furono radiate.